# Malika Favre
Malika Favre (Illa de França, 1 de desembre de 1982) és una il·lustradora i artista gràfica francesa que viu a Barcelona. El seu estil de treball es podria caracteritzar per un minimalisme pur dins de l'Art pop i l'Art òptic. Combina il·lustracions simples amb patrons geomètrics i ha desenvolupat un estil únic d'il·lustració utilitzant espais i colors positius i negatius, dissenys elegants, especialment del cos femení i les línies corbes.

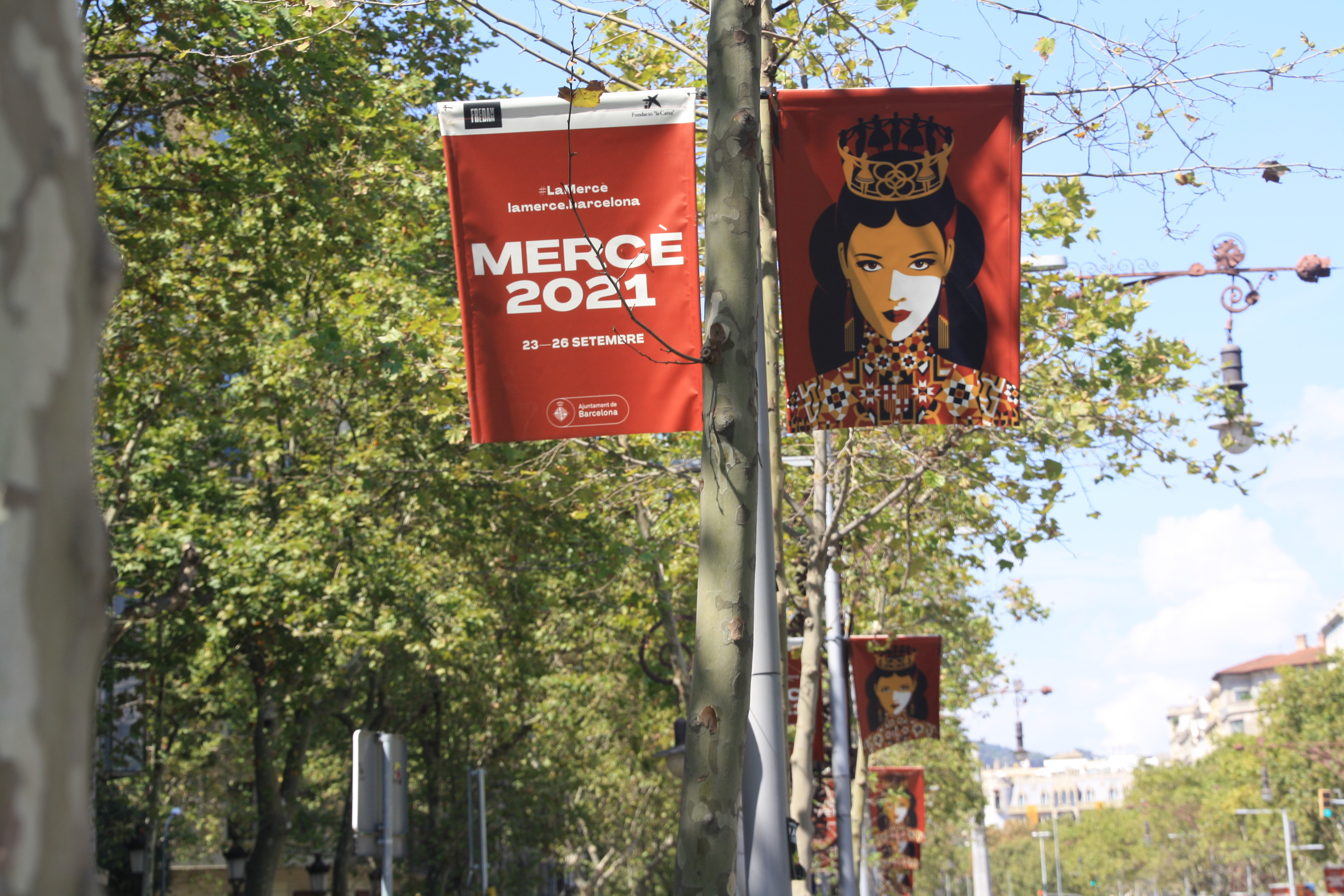
Cartells de la Festa Major de Barcelona de 2021, obra de Malika Favre

## Primers anys de vida i educació
Malika Favre va néixer l'1 de desembre de 1982 a la regió de París, i va créixer allí. La seva mare era pintora. Després de l'educació secundària, va anar a una escola de preparació de la ciència perquè pensava que volia convertir-se en una enginyera quàntica. Però, en canvi, més tard va decidir anar a una escola d'art a París, l'École nationale supérieure des arts appliqués et des métiers d'art, on es graduà. Després d'acabar la seva formació a París, es va establir el 2004 a Londres per estudiar al Surrey Institute of Art & Design, University College a Farnham.

## Carrera
Després de fer unes pràctiques durant tres mesos a Airside, un estudi de disseny britànic, Favre hi va començar a treballar el 2006 com a Directora d'Art. Hi va fer encàrrecs per a moltes revistes i clients de gran relleu, com Wallpaper i The Sunday Times. El 2011 va deixar Airside per establir-se com a il·lustradora independent.
El 2020, després de viure catorze anys a Londres i poc abans de l'inici de la pandèmia del Covid-19, va fixar la seva residència a la ciutat de Barcelona.
El conjunt de la seva obra s'ha emmarcat en l'àmbit dels moviments artístics del Pop Art i l'Optical Art. En els seus dissenys ha desenvolupat un estil molt característic, en què destaquen el minimalisme d'estructures simples combinat amb patrons geomètrics i amb la utilització de contraposicions de colors positius i negatius, en què solen aparèixer dissenys elegants, especialment de cossos i rostres de dona, amb molt de glamour, gairebé perfectes.

## Obres
Favre és il·lustradora independent i ha treballat en diversos projectes que abasten des de la publicitat fins a l'edició, per exemple, per a diverses publicacions com Vogue, The New Yorker, The New York Times, Washington Post o Vanity Fair i com a il·lustradora per a editorials com Penguin Books. El 2015 va fer el disseny dels elements gràfics dels premis BAFTA, que atorga l'Acadèmia Britànica de les Arts Cinematogràfiques i de la Televisió i el 2017 va realitzar el cartell del Festival de Jazz de Montreux. També ha col·laborat en campanyes publicitàries per a marques com Sephora, Le Bon Marché, Marie Claire o Arrels.
A Espanya, va col·laborar el 2014 en una campanya de promoció de Turisme de Canàries, «On the draw», en què diferents artistes mostraven la seva visió de cadascuna de les illes de l'arxipèlag i en la qual Favre il·lustrà l'illa de Fuerteventura.

### El cartell de la Mercè de 2021
El 2021 va guanyar el concurs públic per elaborar el cartell de les festes de la Mercè de Barcelona. En els diferents elements de la imatge –la corona, el vestit, les arracades...– hi ha l'homenatge a diferents elements de la ciutat: el panot, la sardana, l’escut, les torres de la Sagrada Família i els mosaics hidràulics de l’Eixample.

## Il·lustració de la coberta
- With Bags and Swags: Around Australia in the Forties (2008, by Wendy Suart)
- London at home (2010, by Magda Segal)
- Kama Sutra (Penguin Classics Deluxe Edition), (2012, by Vatsyayana)
- When the Rains Come (2012, by Tom Pow)
- The Burgermat Show (2013, by Burgerac)
- Stickyscapes Paris (2015)
- Illustration: A Theoretical and Contextual Perspective (2017, by Alan Male)
- This Impossible Light  (2017, by Lily Myers)
- Love by the Book  (2017, by Melissa Pimentel)